# Сав тај фолк
Сав тај фолк је политички документарни серијал из 2004. године који је урађен у продукцији телевизије Б92 и који се бави феноменом настанка турбофолка на простору Србије (и бивше Југославије), покушавајући да открије узроке који су довели до настанка овог музичког правца. Аутор серијала је Радован Купрес. Серијал се састоји од осам тематски различитих цјелина, које хронолошки прате настанак и разбој турбофолка од краја осамдесетих па до периода после петооктобарских промјена. Свака епизода носи назив неког од најупечатљивијих турбофолк хитова у периоду којим се бави. 
Епизоде серијала су:
1. Ма боли ме уво за све[3]
2. Умри мушки на мој знак[4]
3. Хоћу с'тобом да ђускам[5]
4. Прођи са мном кроз црвено[6]
5. Паре шушкају паре звецкају[7]
6. Волимо те отаџбино наша[8]
7. Истина је да те лажем[9]
8. Горе од љубави

## Саговорници
Као саговорници који у серијалу говоре о феномену турбофолка појављују се бројне турбофолк звијезде али и пјевачи и музичари који не припадају овом жанру. Даље се као саговорниници појављују социолози, политичари, новинари и друге јавне личости.
Неки од најпознатијих саговорника су:
- Мирослав Илић
- Аца Лукас
- Марина Туцаковић
- Радивоје Раде Радивојевић
- Ксенија Пајчин
- Срђан Гојковић Гиле
- Лепа Лукић
- Борка Павићевић
- Чедомир Јовановић
- Горан Марковић
- Исидора Бјелица
- Зоран Симјановић
- Зоран Христић
- Милена Драгићевић Шешић
- Зорица Томић
- Петар Луковић
- Ксенија Зечевић
- Петар Јањатовић
- Џеј Рамадановски
- Светлана Ражнатовић
- Весна Вукелић Венди
- Иван Гавриловић
- Мира Шкорић
- Горан Свилановић
- Наташа Мићић

и многи други

## Критике
Највећи број критика упућен је серијалу јер заступа став да је турбофолк настао као продукт успона национализма и режима Слободана Милошевића у вријеме распада Југославије. Они наглашавају да то није тачно јер је турбофолк постојао много прије тог периода. С друге стране они који се не слажу са оваквим критикама истичу да серијал уопште не тврди да је турбофолк настао за вријеме Милошевићеве владавине, него се само истиче да му је тадашњи режим омогућио приступ медијима и промоцију какву раније није имао, због чега је дошло до успона овог правца.